# Horní Studénky
Horní Studénky är en ort i Tjeckien.   Den ligger i regionen Olomouc, i den östra delen av landet, 170 km öster om huvudstaden Prag. Horní Studénky ligger 512 meter över havet och antalet invånare är 332.
Terrängen runt Horní Studénky är huvudsakligen kuperad, men den allra närmaste omgivningen är platt. Runt Horní Studénky är det ganska tätbefolkat, med 104 invånare per kvadratkilometer. Närmaste större samhälle är Šumperk, 11,4 km öster om Horní Studénky. Omgivningarna runt Horní Studénky är en mosaik av jordbruksmark och naturlig växtlighet.